# Ranggeln
Il Ranggeln è una variante della lotta tradizionalmente praticata dalle popolazioni di lingua tedesca delle Alpi Centrali. È diffuso particolarmente nell'Alto Adige, nel Tirolo, nella Carinzia, nel Salisburghese e in Baviera.
Il Ranggeln è strettamente imparentato con lo Schwingen, la lotta svizzera.
Il termine di origine tedesca, può essere letteralmente tradotto in lotta rusticana. L'origine del termine è da far risalire alle dispute tra i pastori, quando avevano da contendersi i confini delle zone di pascolo.
Quest'arte marziale assomiglia molto allo Jūdō.

## Storia
Il Ranggeln è un tipo di lotta di origine celtica, che ha molte caratteristiche simili alla lotta greco-romana.
Alcuni documenti del 1390 parlano di questo tipo di lotta anche nell'età medioevale.

## Regole
Esistono diverse e ben precise regole, ma l'obiettivo finale è quello di atterrare l'avversario, con entrambe le spalle a terra. Solitamente le competizioni si tengono all'aperto. Le diverse categorie sono suddivise per età, e non per peso.
I combattenti lottano per il titolo di Hagmoar che ottengono dopo tre vittorie consecutive. Gli arbitri possono esercitare se a loro volta hanno vinto nel passato delle sfide; acquisiscono così il nome di Schermtax.
Una volta, al vincitore della competizione, veniva consegnata la penna bianca Schneidfeder (la penna del coraggio), mentre oggi viene assegnata una medaglia.

## Ranggeln in Alto Adige
Nelle vallate sudtirolesi, si pratica il Ranggeln specialmente in quelle interne come Sarentino, la valle Aurina e la val Passiria.
Ogni anno si disputa in Val Pusteria, e precisamente a Terento la Pfingstranggeln, ovvero la Ranggeln di Pentecoste.